# Cololejeunea appressa
Cololejeunea appressa là một loài Rêu trong họ Lejeuneaceae. Loài này được (A. Evans) Benedix mô tả khoa học đầu tiên năm 1953.